# 滨海泰尔格吕克
滨海泰尔格吕克（法語：Telgruc-sur-Mer，法語發音：[tɛlɡʁyk syʁ mɛʁ]）是法国菲尼斯泰尔省的一个市镇，位于该省西部，属于沙托兰区。

## 地理
滨海泰尔格吕克（48°13'53"N, 4°21'23"W）面积28.29 平方千米，位于法国布列塔尼大區菲尼斯泰尔省，该省份为法国最西部的省份，位于布列塔尼半岛西部，北西南三面环大西洋，东临阿摩尔滨海省和莫尔比昂省。
与滨海泰尔格吕克接壤的市镇（或旧市镇、城区）包括：阿尔戈勒、克罗宗、朗代韦内克。
滨海泰尔格吕克的时区为UTC+01:00、UTC+02:00（夏令时）。

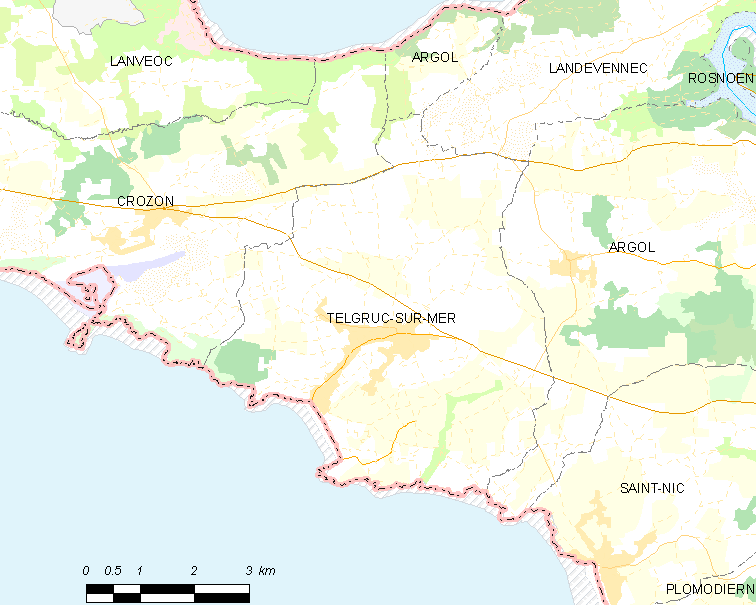
滨海泰尔格吕克的OSM定位图

## 行政
滨海泰尔格吕克的邮政编码为29560，INSEE市镇编码为29280。

## 政治
滨海泰尔格吕克所属的省级选区为克罗宗县。

## 交通
菲尼斯泰尔省省道D208线和D887线在市中心交汇，省道D791线经过北部。

## 人口

1962-2008年间滨海泰尔格吕克人口变化图示

滨海泰尔格吕克于2022年1月1日时的人口数量为2145人。